# Wurzel Jesse

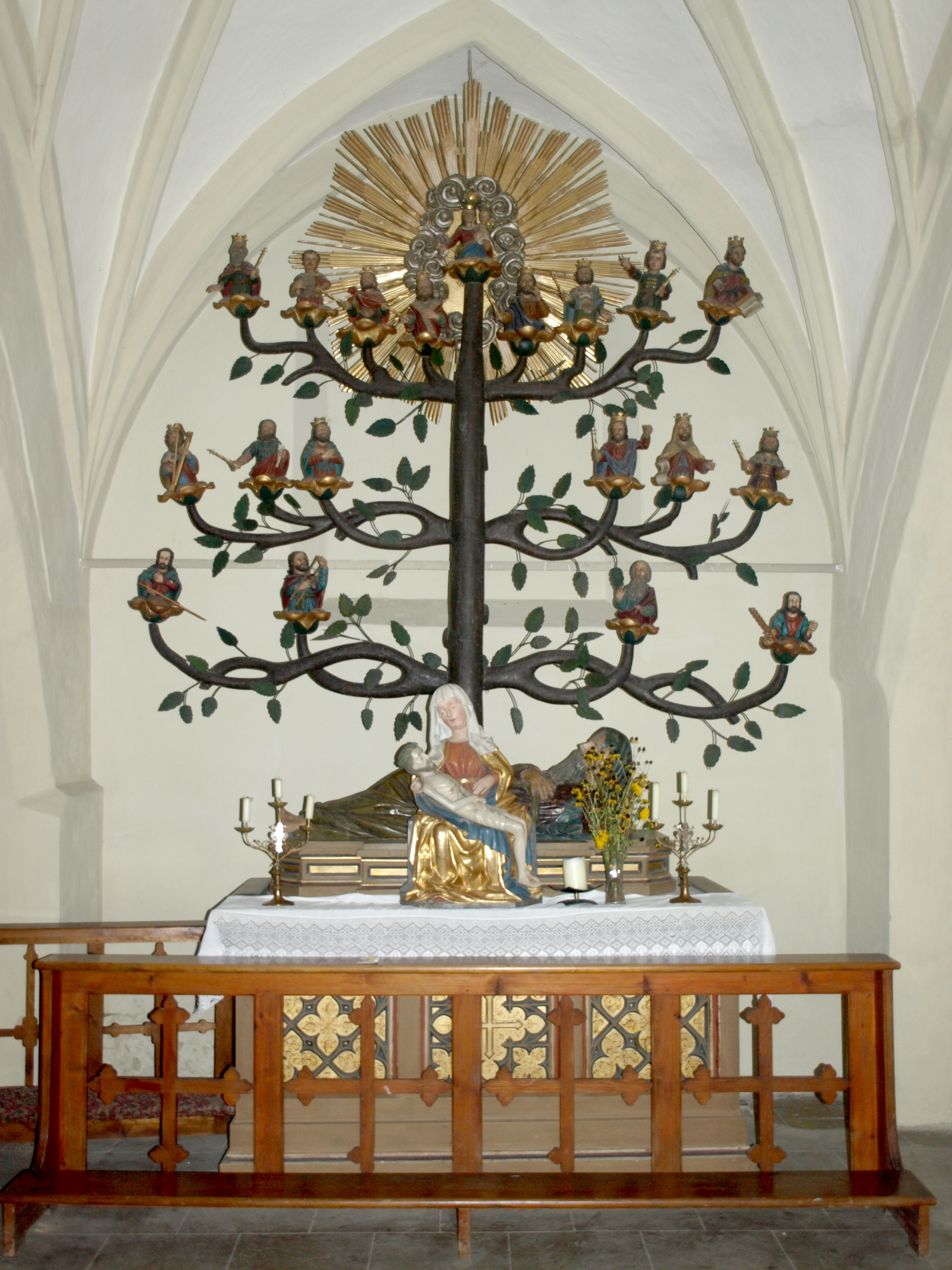
Wurzel Jesse in der Pfarrkirche Erla

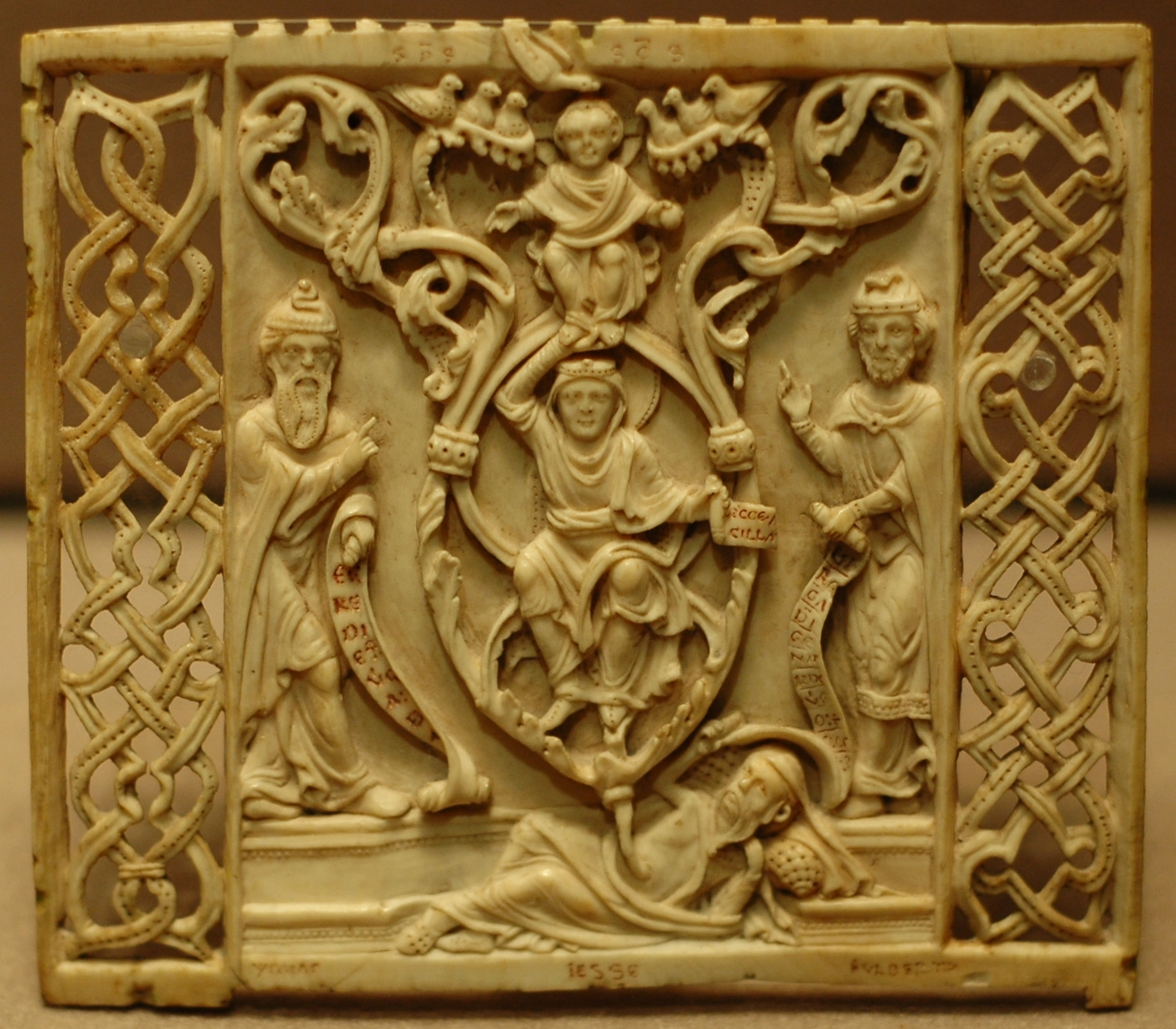
Wurzel Jesse. Elfenbein, ca. 1200

Die Wurzel Jesse (auch Jessebaum) ist ein verbreitetes Bildmotiv der christlichen Ikonographie, vor allem des Mittelalters. Es stellt die Abstammung Jesu aus dem Hause des Königs David als Lebensbaum dar, ausgehend von Jesse (Isai), dem Vater Davids, des Königs von Juda und Israel.

## Namensgebung
Die Wurzel Jesse geht auf eine Stelle aus dem Buch Jesaja zurück, in der dieser erste Prophet Israels einen zukünftigen Messias als gerechten Richter und Retter der Armen verheißt; dieser werde als Spross aus dem Baumstumpf Jesse wachsen (Jes 11,1–10 ). Er werde Gottes Gericht, aber auch eine endzeitliche Wende zu universalem Frieden, Gerechtigkeit und Heil bringen.

## Darstellung
Dargestellt wird der Stammbaum Jesu in Gestalt eines wirklichen Baumes, der herauswächst aus der Figur Jesses, des Vaters König Davids. Jesse wird dabei meist liegend und schlafend gezeigt. Als folgende Zweige erscheinen David und weitere Könige von Israel und Juda. Abschluss und Krönung des Baums ist eine herrscherliche Darstellung Marias mit dem Jesuskind.

## Entstehungsgeschichte
Nach spärlichen Beispielen im 11. Jahrhundert findet sich im 12. und 13. Jahrhundert eine erste Blütezeit, der nach nur wenigen Beispielen im 14. Jahrhundert eine zweite in der Zeit von etwa 1460 bis 1530 folgt. In diesen Blütezeiten gibt es eine reiche Anzahl an Darstellungen in allen Bereichen der bildenden Kunst (Malerei, Buchmalerei, Skulptur). Die Darstellungen im Mittelalter sind vor allem in Perioden zu finden, in denen eschatologische Vorstellungen vom Ende der Zeiten verbreitet waren.

## Deutung
Die Wurzel Jesse ist auch heute noch vor allem ein Motiv zur Veranschaulichung der Heilsgeschichte. Es sagt: Der Sohn Davids – ein messianischer Titel, mit dem Jesus in den Evangelien häufig angeredet wird – nimmt den gläubigen Betrachter in den Stammbaum des Gottesvolks auf; die gegenwärtige Glaubensgeschichte ist dessen ungebrochene Fortsetzung.
Des Weiteren konnte die Wurzel Jesse als Symbol einer königlichen Abstammung Jesu Christi gesehen werden, dem Christus als Herrscher im Himmel und auf Erden. Seine Abstammung ist auf das Gottesvolk Israel zurückzuführen und er ist der einzig mögliche Anwärter auf die Messiaswürde, der Retter, der kam und als König wiederkommen wird. Somit lässt sich das Motiv aus der Sicht des Mittelalters mit den ab dem 12. Jahrhundert und nochmals im 15. Jahrhundert in Europa im Volksglauben populären messianischen Vorstellungen einer bevorstehenden Wiederkunft verbinden.

## Jüdische Kunst
Die jüdische Kunst hat wie die christliche Kunst eines der bedeutendsten und beliebtesten Symbole der hochmittelalterlichen Ikonographie in der Illustration des Buchs Ester nachempfunden. Zu den bekanntesten Beispielen gehört die Illustration der Liturgie des Purimfestes im Wormser Machsor, die sich mittlerweile in der Nationalbibliothek Israels befindet. Sie zeigt die Erhängung des persischen Höflings Haman und seiner Söhne als Bestrafung für die von ihnen angezettelte Verfolgung, die durch den Juden Mordechai und dessen Tochter Ester im letzten Moment abgewendet werden konnte: Haman, Prototyp des antijüdischen Verfolgers, und seine Söhne hängen an einem stilisierten Baum, dessen Zweige runde Medaillons bilden. An die Stelle der alttestamentlichen Könige und Vorfahren Jesu treten in den Medaillons die gehenkten Übeltäter des persischen Hofes. Das hebräische Wort ets (hebr. עץ Baum) im Buch Ester lässt offen, ob von einem Baum oder einem Galgen die Rede ist (Est 8,7). Die Umkehrung des Symbols in ein deutlich polemisches Bild der prototypischen Verfolgungssituation muss von dem Hintergrund einer akuten Verfolgungserfahrung oder -bedrohung geschehen sein. Während die christliche Ikonografie hier einen Galgen sieht, zeigen fast alle jüdischen Versionen einen Baum, der ebenfalls dem christlichen Jessebaum ähnelt, oder aber als Lebensbaum erscheint. Das Bild des Jessebaumes und des Kreuzbaumes hatte in der christlichen Kunst umgekehrt ein antijüdisches Potenzial. Der Jessebaum in Kombination mit Kreuzigungsdarstellungen erschien dann mitunter in Begleitung der Personifikationen der Synagoga und der Ecclesia, ein besonders häufiges Bildthema antijüdischer Polemik. Aus dem Kreuzbaum wächst – ein Bildthema, das sich im 14. und 15. Jh. entwickelte – das Bild des berüchtigten „lebenden Baumes“. Aus ihm wächst die Hand Gottes, welche die in besonderem Maße diffamierend dargestellte Synagoga mit einem Schwert niedersticht und so deutlich zur blutigen Verfolgung der Juden auffordert.

## Beispiele

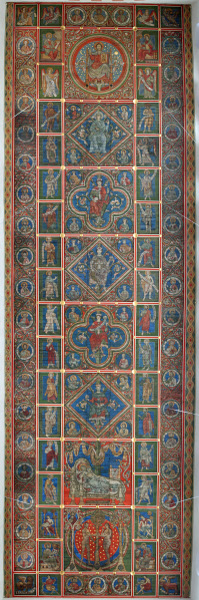
Deckenbild in St. Michael, Hildesheim
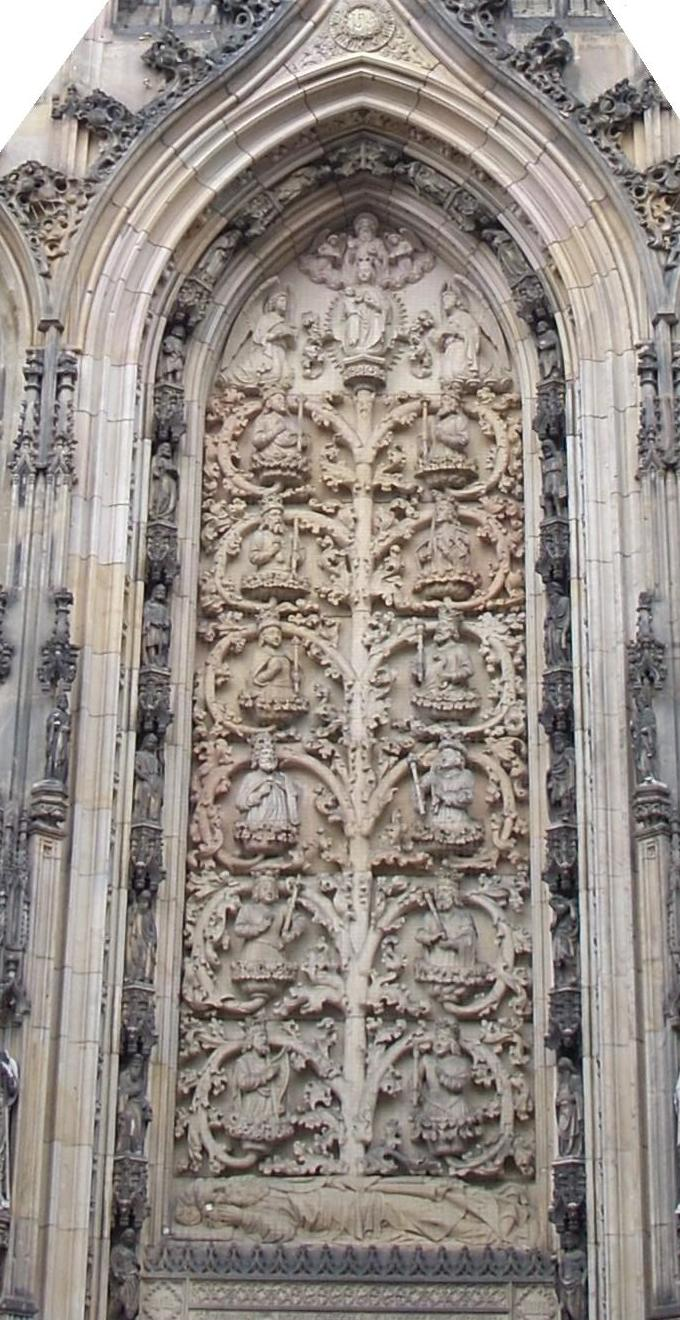
Skulptur an St. Lamberti, Münster
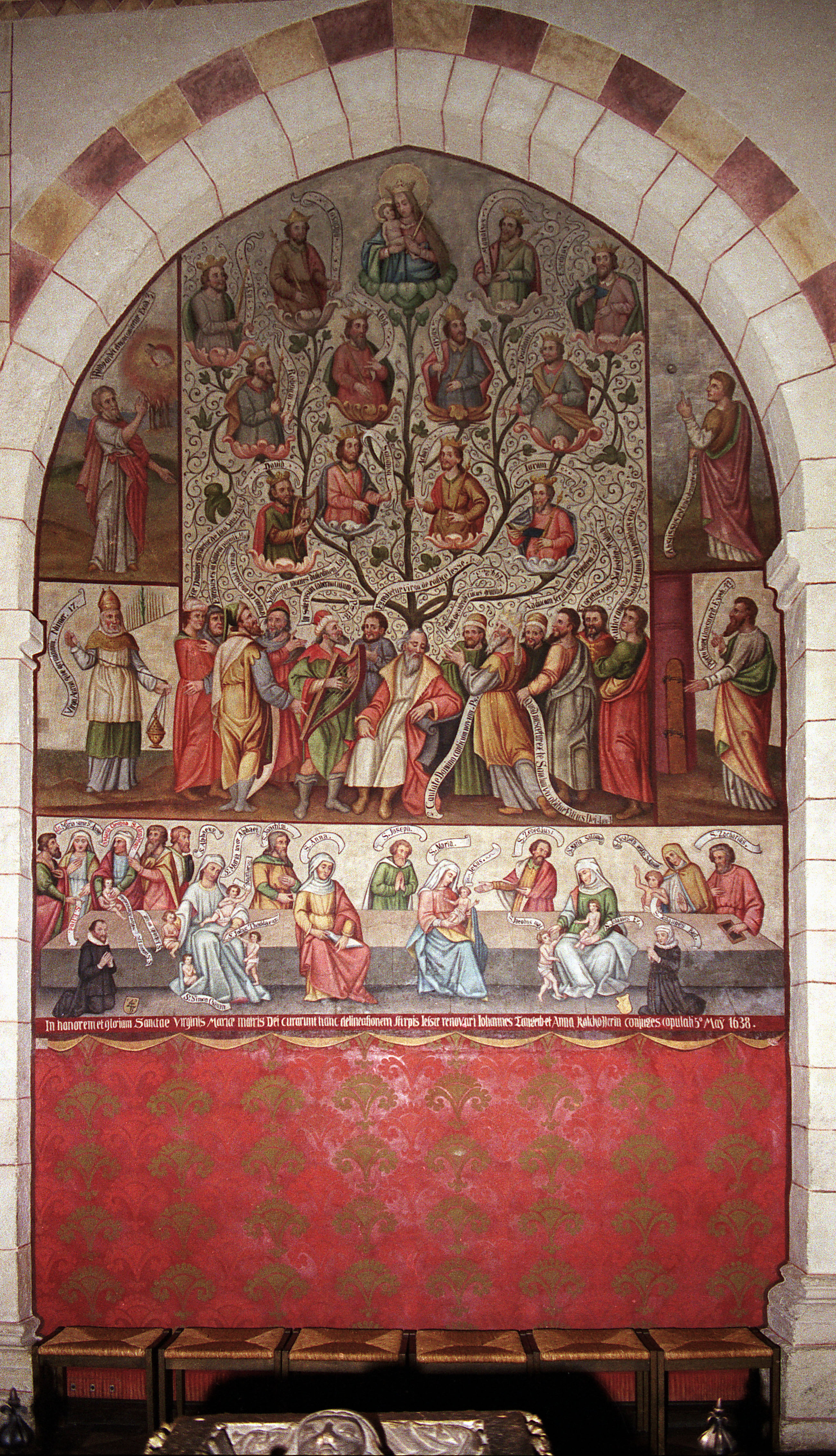
Wandgemälde im Limburger Dom
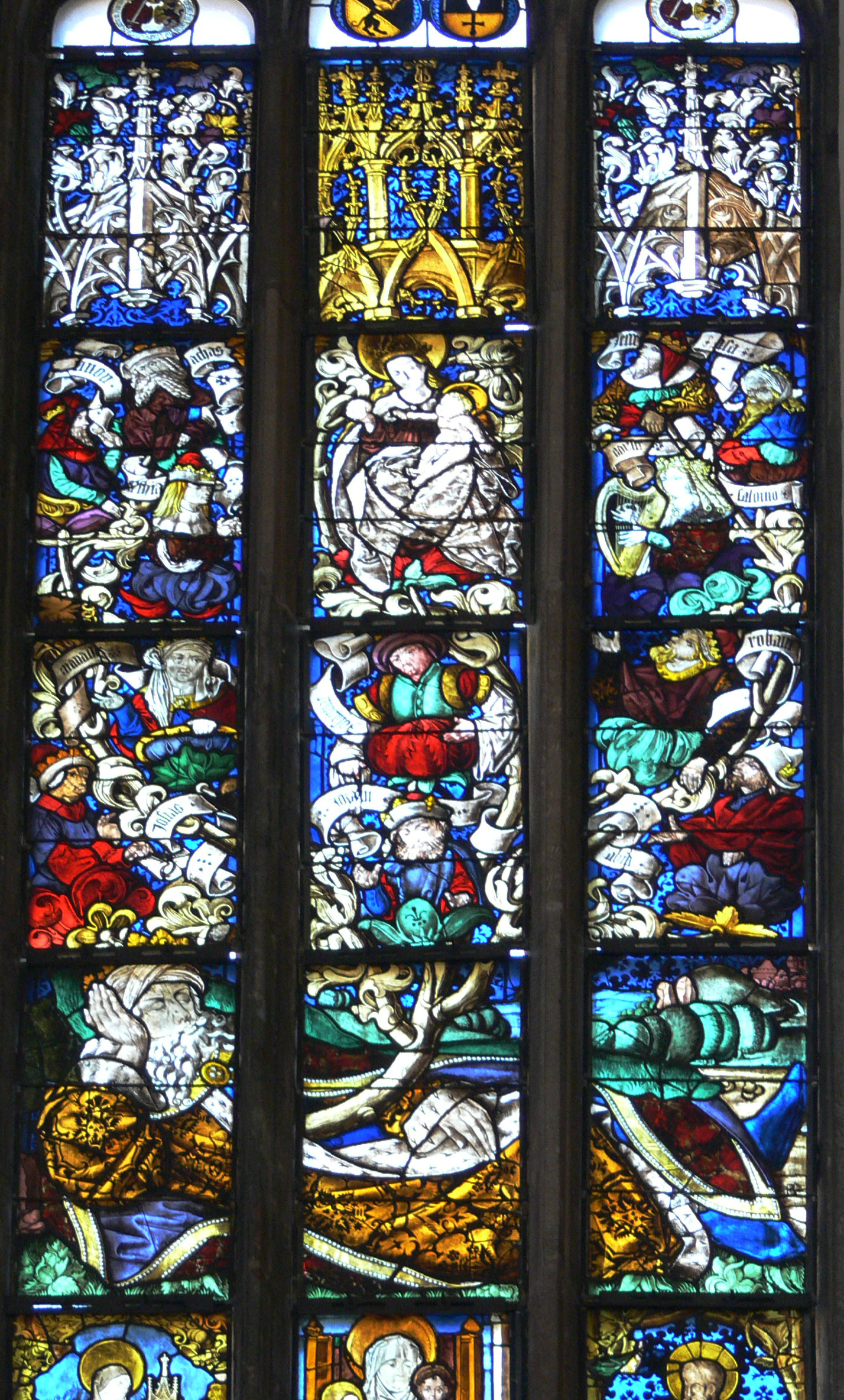
Glasfenster von 1497 in St. Jakob, Nürnberg
Älteste Darstellung auf Glas (um 1150) in der Kathedrale von Chartres
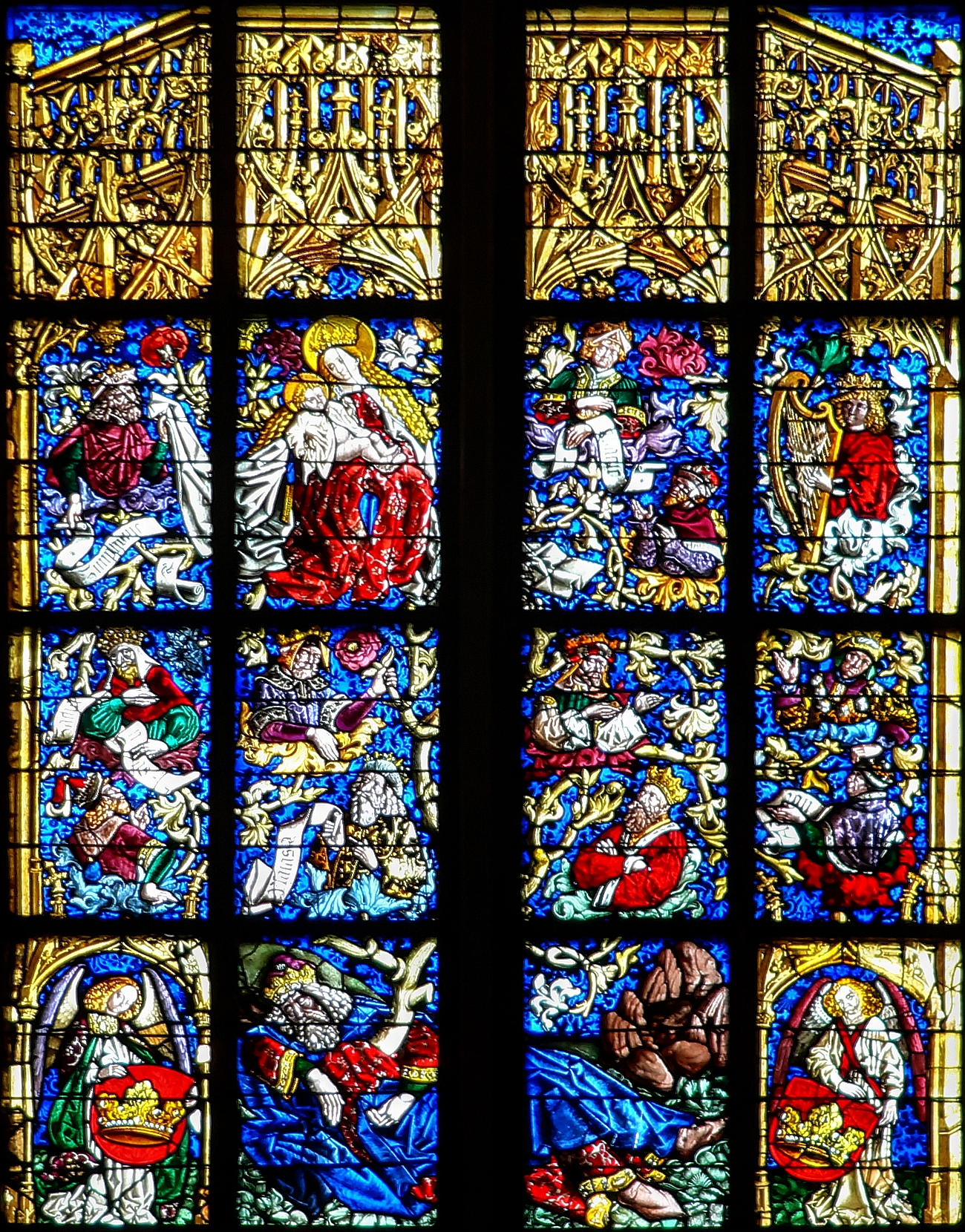
Kramerfenster im Ulmer Münster, von Peter Hemmel von Andlau, um 1480

## Kirchenlieder
Die Wurzel Jesse und das ihr entspringende Reis (mittelalterlich Ros) findet sich als Motiv auch in einigen Kirchenliedern:
- Es ist ein Ros entsprungen, Weihnachtslied aus dem 16. Jahrhundert
- Wie schön leuchtet der Morgenstern, Choraltext von Philipp Nicolai, 1599
- Maria durch ein Dornwald ging, Wallfahrts- und Adventslied, 1850